# Rio do Imbé
O rio Imbé é um rio brasileiro que banha o estado do Rio de Janeiro.
O rio tem sua nascente na Pedra da Caixa D'água, no município de Trajano de Moraes, onde corta a área urbana do centro da cidade. Ele ainda atravessa grande parte ao sul do município de Santa Maria Madalena
No município de Campos dos Goytacazes, percorre a região serrana da localidade rural do Imbé, onde recebe seu principal afluente, o Rio Mocotó. O rio Imbé tem a sua desembocadura na Lagoa de Cima, sendo o seu principal rio formador. 